# Contea di Wibaux
La contea di Wibaux (in inglese Wibaux County) è una contea del Montana, negli Stati Uniti. Il suo capoluogo amministrativo è l'omonima Wibaux.

## Storia
Nel 1876 la zona vide il passaggio del generale George Armstrong Custer nel suo tragitto verso Little Big Horn.
Il periodo che andò dal 1880 al 1910 vide nell'area un gran movimento di allevatori ed attività legate al bestiame tra i quali il francese Pierre Wibaux, da cui deriva ovviamente il nome della contea. Molte famiglie con questo cognome tuttora esistenti discendono dalla sua famiglia o dai suoi dipendenti.

## Geografia fisica
La contea ha un'area di 2.305 km² di cui lo 0,09% è coperto d'acqua. Confina con le seguenti contee:
- Contea di Richland - nord
- Contea di Dawson - ovest
- Contea di Prairie - ovest
- Contea di Fallon - sud
- Contea di Golden Valley - est
- Contea di McKenzie - nord-est

## Città principali
- Wibaux

## Strade principali
- Interstate 94
- Montana Highway 7

## Società

### Evoluzione demografica

Situazione demografica

Abitanti censiti (migliaia)

## Musei
- Wibaux County Museum